# Lineus mascarensis
Lineus mascarensis — вид неозброєних немертин родини Lineidae ряду Heteronemertea.

## Поширення
Вид зустрічається у Індійському океані біля Маскаренських островів.